# Deus lo vult
Mit den Worten Deus lo vult (mittellateinisch für „Gott will es“) soll einer Legende nach die Menschenmenge geantwortet haben, als Papst Urban II. am 27. November 1095 auf der Synode von Clermont in einer Predigt zur „Befreiung“ Jerusalems aufgerufen habe, um den ersten Kreuzzug zu begründen, der zur christlichen Rückeroberung der „Heiligen Stätten“ beigetragen hatte und den einzelnen Teilnehmern helfen sollte, ihre Sünden abzubüßen.

## Wortherkunft, Grammatik

„Deus lo vult“ ist als Wahlspruch des 1868 gegründeten Ritterordens vom Heiligen Grab zu Jerusalem unten auf dem Banner ihres Wappens zu lesen.

„Gott will es“ lautet im klassischen Latein Deus vult, ausgehend vom unregelmäßigen Verb velle. Deus lo volt oder Deus lo vult stellt eine Abwandlung für die nicht an klassisches Latein gewöhnten Zeitgenossen des ersten Kreuzzuges dar, die zu einem großen Teil das provenzalische bzw. aus dem Limousin stammende Idiom sprachen; so entstand auch die Form Dieux el volt.

### Motto der Kreuzfahrer
Der Ausdruck gibt Zeugnis für ein religiöses Sendungsbewusstsein des Papsttums, das zur Erreichung seiner Ziele auch Gewalt einzusetzen bereit war. Diese wurde entsprechend dem Modell des gerechten Krieges als auf Verteidigung bzw. Rückeroberung angeblich widerrechtlich angeeigneter Gebiete ausgerichtete militärische Gewalt für sittlich vertretbar, ja sogar für gottgewollt gehalten. Der Kreuzzug als Krieg der Papstkirche wurde – so die Intention des Ausdrucks – in der Stellvertreterschaft Gottes geführt. Ein päpstlicher Ursprung des Ausrufs wird jedoch von dem Historiker Georg Strack, der die Geschichte der Kreuzzüge erforscht, ausgeschlossen.

### Devise des Ritterordens vom Heiligen Grab zu Jerusalem aus dem 19. Jahrhundert
DEUS LO VULT ist auch die Devise des Ritterordens vom Heiligen Grab zu Jerusalem und findet sich als Wahlspruch in dessen Wappen.

## Adaption durch Rechtsextreme
Die Losung Deus vult wird von Aktivisten der Alt-Right instrumentalisiert. In rechtsextremen Kreisen kursieren Memes, die sich auf Deus Vult beziehen, und deren Ursprung zumeist im englischsprachigen Imageboard 4chan verortet wird, mindestens seit 2014. Den Höhepunkt ihrer Reichweite erreichten Memes mit Bezug auf die Kreuzzüge in den Jahren 2015 und 2016, als Donald Trump seine Kandidatur für die Präsidentschaftswahlen 2016 ankündigte. Das Deus Vult-Meme erfreute sich wie einige andere großer Beliebtheit bei Trumpanhängern. Der Verteidigungsminister des zweiten Kabinetts Trump, Pete Hegseth, trägt auf dem Arm ein Tattoo mit dem Schriftzug Deus vult. Der Spruch Deus Vult hat in der Alt-Right und in den Ideologien der White Supremacy eine stark islamfeindliche Konnotation. Rechtsextreme sehen in der Parole Deus Vult und den Kreuzzügen ein Gegenkonzept zum Dschihad. Memes mit Bezug zu den Kreuzzügen sind dabei nur ein Teil der generellen Affinität (vor allem US-amerikanischer) Rechtsextremer zum Mittelalter.
Bei den rechtsextremen Demonstrationen in Charlottesville 2017 waren die Parole Deus Vult sowie Symbole mit Bezug zu den Kreuzzügen präsent. Als Reaktion hierauf verurteilte ein Zusammenschluss von insgesamt 29 Organisationen, die sich mit der Erforschung des Mittelalters beschäftigen, in einem offenen Brief die Instrumentalisierung mittelalterlicher Symbole und Slogans durch Rechtsextreme. Darüber hinaus wurde vor einer Verklärung des Mittelalters zu einer Epoche, in der Europa noch vermeintlich rein und ausschließlich weiß geprägt gewesen sei, gewarnt. Eine solche Fantasie habe nichts mit der historischen Realität zu tun.